# Die Stadt der Millionen
Die Stadt der Millionen – Ein Lebensbild Berlins ist ein deutscher experimenteller Dokumentarfilm von Adolf Trotz, der am 28. Mai 1925 im Berliner Tauentzienpalast uraufgeführt wurde. Der Film ist das erste abendfüllende Stadtporträt Berlins.

## Inhalt

### Gliederung
Die Titelsequenz zeigt den stark befahrenen Potsdamer Platz mit dem im Jahr zuvor errichteten Verkehrsturm. Der Film ist in vier Akte gegliedert, wobei der erste Akt den Charakter eines filmischen Reiseführers trägt. Die Anreise beginnt mit dem Flugzeug, Berlin wird in Luftaufnahmen präsentiert: Alexanderplatz, Kaiser-Wilhelm-Gedächtniskirche, Potsdamer Platz mit Potsdamer Bahnhof und Haus Vaterland sowie Rotes Rathaus mit Marienviertel, Stadtschloss, Berliner Bauakademie, Forum Fridericianum und Gendarmenmarkt von oben. Weiter geht es mit einer Stadtrundfahrt des Anbieters Elite Rundfahrten.
Ab Minute 10 bzw. 11 sind kurze Zeichentricksequenzen zu sehen, die den Potsdamer Platz der Vergangenheit („Einst“) und der Zukunft („Im Jahre 2000“) zeigen. „Einst“ gab es dort das Leipziger Tor, das von Pferdekutschen passiert wurde. Aber „Im Jahre 2000“ stehen am Potsdamer Platz dichtgedrängt Wolkenkratzer mit Gebäudebrücken, mehrspurigen Fahrbahnen, Schnellzügen, Luftschiffen, Lufttaxis und Höhencafé. Im Mittelpunkt ragt ein gewaltiger Ampelturm empor, der den Verkehr regelt, und gleich dahinter blinkt eine Leuchtreklame mit dem Logo der UFA, die Die Stadt der Millionen produziert hat. Das gezeigte Großstadtpanorama antizipierte das in Fritz Langs Film Metropolis, der 1927 ebenfalls von der UFA produziert wurde.
Der Film verwendet Doppelbelichtungen, Zeitraffer, Split Screen, Nachtaufnahmen, Montagen, schauspielerische und humoristische Einlagen.

### Szenen

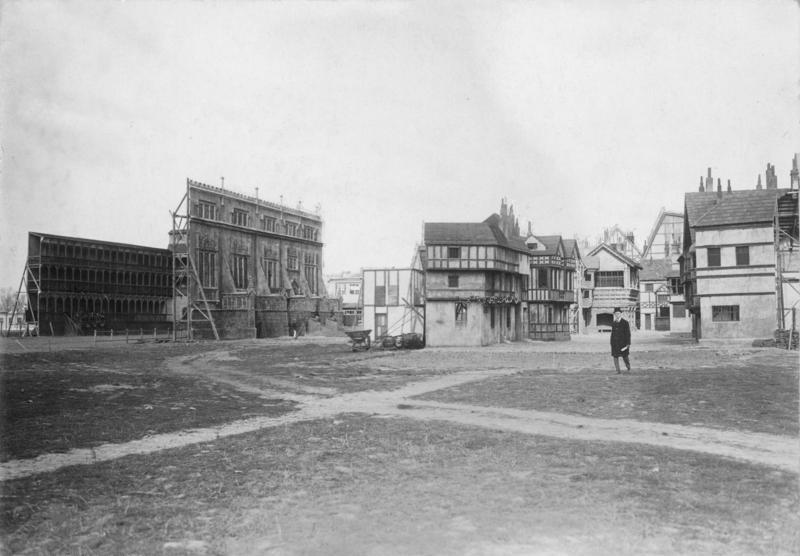
UFA-Aufnahmegelände Tempelhof, 1920

1. Akt. Quer durch Berlin
Berlin von oben – Das Brandenburger Tor – Der alte Kaiser Wilhelm II. – Stadtschloß Berlin – Auf der Museumsinsel – Berliner Dom – Die Staatstheater: Schauspielhaus und Staatsoper Unter den Linden – Friedrichstraße – Leipziger Straße – Alexanderplatz – Potsdamer Platz: Einst. Jetzt. Im Jahre 2000. – Die Warenhäuser: Kaufhaus Wertheim, Kaufhaus Tietz am Alex, Straßenverkäufer – Schuhputzer: „Wenn ick die Stiebel putze, dann spiejelt sich janz Berlin drin.“ – Pferdedroschke vs. Automobil – Nach dem Westen: Der Tauentzien, Kurfürstendamm, Tiergarten, Zoo. – Mitte: Rotes Rathaus. Der Krögel. – Die Brüderstraße: Lessing und Mendelssohn – Die Spreestraße, der Schauplatz von Wilhelm Raabes Die Chronik der Sperlingsgasse – Alexander und Wilhelm von Humboldt – Historisches Szenenbild: Johann Gottlieb Fichtes Reden an die deutsche Nation.
2. Akt. Des Tages Arbeit
Morgenverkehr: U-Bahnhof Gleisdreieck – Historisches Szenenbild: Der Große Kurfürst, das Edikt von Potsdam und die Hugenotten in Berlin – Berliner Porzellanmanufaktur – Deutsche Automobil-Ausstellung – Eisenbahnausstellung in Seddin – Das Haus der Radiomesse – Ufa-Filmaufnahmegelände Tempelhof und Neubabelsberg – Die Börse – Landwirtschaft – Wochenmärkte – Charité – Symphonie der Arbeit.
3. Akt. Berlin bei Nacht
Wenn’s Abend wird – Historisches Szenenbild: Damals bei unseren Großeltern – Das Radiokonzert – Historisches Szenenbild: Die Väter im Wirtshaus – Hämmernde Leuchtreklame – Historisches Szenenbild: Lutter & Wegner – Lichtspiele: Kammer-Lichtspiele am Potsdamer Platz, Ufa-Theater Turmstraße und Ufa-Palast am Zoo (bewirbt Der letzte Mann) – Tanzvergnügen: Foxtrott oder Walzer – Sportvergnügen – Nachtredaktion – Kriminelle Nachtarbeiter in der Steglitzer Straße 66 – Städtische Morgentoilette.
4. Akt. Der Sonntag des Berliners
Im Westen das „baumblühende“ Werder – Schlachtensee im Sommer und Winter – Pichelsberg – Stößenseebrücke – Der Tegeler See im Norden – Im Osten der Müggelsee – Treptow – Rahnsdorf – In Grünau, da ist der Himmel blau… – Die „Herrenpartie“ am Himmelfahrtstag – Am Wannsee – Das Grab von Heinrich von Kleist – Schloss Sanssouci – In der Laubenkolonie – Sportstätten (Deutsches Stadion) – Lunapark mit Gebirgsbahn („Krummhausibahn“) – Mit der Bahn nach Hause – Reichstag – Reichspräsident Friedrich Ebert bei der Verfassungsfeier am 11. August 1924 – Amtsübernahme des Reichspräsidenten Paul von Hindenburg – Der Zeppelin über Berlin.

## Produktionsnotizen
Bei der Filmprüfstelle Berlin erfolgte die Erstzulassung am 28. Mai 1925 mit einer Länge von 2021 Metern (Nr. 10626, 4 Akte, jugendfrei), die zweite Zensurfassung vom 25. Juni 1925 hatte 2027 Meter (Nr. 10800, 5 Akte, jugendfrei). Im Bundesarchiv-Filmarchiv ist eine Kopie mit einer Länge von 1985 Meter überliefert. Zur Originallänge fehlen 42 Meter.

## Kritiken
Zum Zeitpunkt der Dreharbeiten im April 1925 erwartete man: 

„Auch das Gewimmel und Getümmel im großen Bienenkorb Berlin werden wir zu sehen bekommen. In einem vieraktigen Film von Groß-Berlin Die Stadt der Millionen wird uns der Ufa-Kulturfilm Berlins Leben, seine Arbeit, seinen Verkehr, sein Tempo vor Augen führen. Neben dem Berlin bei Nacht werden wir Berlin und die Berliner am Feiertag sehen und durch ein paar historische Aufnahmen das Berlin von einst mit dem von jetzt vergleichen können.“

Unter der Überschrift „Schlecht verfilmtes Berlin – Kulturkino ohne Kultur“ bemängelte der Filmkritiker Heinz Pol in der Vossischen Zeitung vom 30. Mai 1925 die Wahllosigkeit der Bilder ohne erzählerischen Zusammenhang sowie die Länge des Films:

„Was der Film außer Erinnerungen an die alte, gute Zeit und ein paar leidlich gelungene Verkehrsaufnahmen des Berliner Zentrums noch zeigt, ist von breit ausgewalzter Langweile. Welcher Fremde will wissen, wie es in den Laubenkolonien aussieht, wie man seinen Balkon begießt, welche Gestalt der Schlachtensee im Winter und im Sommer hat, und wie die Birken in Treptow gewachsen sind. Dafür lässt der Regisseur ein paar der wichtigsten Sehenswürdigkeiten einfach fort, z. B. den Flughafen, die Avus-Rennbahn, das Charlottenburger Schloß mit dem Mausoleum, sowie alle Stadtteile, die östlich und nördlich des Alexanderplatzes liegen.“

„Die Lösung, die uns von der Ufa hier gezeigt wurde, ist nicht vollendet, sondern nur eine Andeutung, ist nicht ein Spiegel Berlins, vielleicht ein besseres Photographiealbum […] Weil man die Gegenwart nicht fassen konnte, machte man billige Anleihen in der Vergangenheit. Es verstimmt, wenn der Film vom modernen Berlin, der eine Symphonie der Arbeit, der Maschinen sein soll, durch den Alten Fritz oder durch Wilhelm den Großen gerettet werden soll. Oder muss jeder Kulturfilm der Ufa einen gewissen Einschlag tragen? Das wäre gefährlich und könnte einer Bewegung gegen die Kulturabteilung Nahrung geben, was wir sehr bedauern würden.“

## DVD
- Guido Altendorf (Hrsg.): Die Stadt der Millionen. Ein Lebensbild Berlins. Regie: Adolf Trotz, 80 min, Deutschland 1925; Bonus: Audiokommentar, Bildergalerie, Outtakes und der Bonusfilm: Im Strudel des Verkehrs. Ein Film für jedermann. Regie: Leo Peukert, 39 min, Deutschland 1925. Absolut Medien, Berlin 2014, ISBN 978-3-8488-3003-9.[5]